# Hannes Schwenger
Hannes Schwenger (* 26. Dezember 1941 in Meiningen) ist ein deutscher Literaturwissenschaftler, Publizist und Schriftsteller.

## Leben
Hannes Schwenger wurde in Meiningen/Thüringen geboren;  er wuchs in Würzburg auf. Dort studierte er Germanistik. 1963 ging er nach Berlin und setzte dort sein Studium fort, das er 1974 mit einer Promotion an der Freien Universität Berlin abschloss. Im selben Jahr wurde er Habilitationsstipendiat der Deutschen Forschungsgemeinschaft und erforschte zusammen mit Hartmut Frech die „Autorenausbildung/Internationaler Vergleich“ für die Konferenz „Autorenausbildung an der Integrierten Gesamthochschule“.
1977/1978 arbeitete Schwenger als Lehrbeauftragter am Institut für Medienwissenschaft und Literatursoziologie der TU Berlin mit Friedrich Knilli zusammen. Er nahm noch einen Lehrauftrag am Institut für Publizistik der FU Berlin wahr, bemühte sich jedoch nie um einen Professorentitel,  sondern arbeitete stets  freiberuflich. Nach einer längeren Pause vom Universitätsbetrieb war Schwenger wissenschaftlicher Mitarbeiter am Forschungsverbund SED-Staat, der mit Unterstützung des Präsidiums der FU Berlin gegründet wurde. Von 1996 bis 1999 arbeitete er an einem Projekt zur Bildenden Kunst der DDR und erneut von 2002 bis 2004 bei einem Projekt im Auftrag der ARD.
Neben seinen wissenschaftlichen Tätigkeiten war er seit Anfang der 1960er Jahre Verleger und bei verschiedenen Kulturzeitschriften als Redakteur, Chefredakteur oder Herausgeber tätig, so für die sonde (1960, unter anderem  mit Karl Heinz Roth), Literatur Revue (1962), Berlin im Spiegel (ab 1963), Heute (1966) und den Berliner Extra-Dienst (ab 1967). Als freier Autor, Rezensent und Publizist veröffentlichte er parallel dazu unter anderem  im Hörfunk beim  Sender Freies Berlin, dem Südwestfunk, dem  RIAS und der England-Redaktion des  Deutschlandfunks sowie in Printmedien wie der Stuttgarter Zeitung, der Zeit, dem Vorwärts, dem Tagesspiegel, der Welt und der Kölner Zeitschrift für Soziologie und Sozialpsychologie.
Für den Deutschlandfunk produzierte er mehrere umfangreiche Sendereihen über literarische und kulturelle Themen. Von 1989 bis 1992 war er Mitherausgeber der „Edition Malerbücher“, von 1989 bis 1995 Mitherausgeber und Redakteur der Zeitschrift Litfass.
Als Buchautor fand unter anderem  seine satirisch-ironische Zitatensammlung von und über Klaus Schütz mit dem Titel Worte des Regierenden Klaus einige Aufmerksamkeit. Diese Zitatensammlung hatte einen Umfang von nur 28 Seiten und ähnelte in Aufbau, Form und Aussehen der Mao-Bibel. Ebenfalls große Beachtung fanden 1966 beziehungsweise  1969 seine beiden  kritischen Bücher über christliche Sexualpädagogik und  über christliche Aufklärungstraktate.

## Gesellschaftspolitisches Engagement
Nach seinem Umzug nach Berlin 1963 trat Hannes Schwenger der SPD bei. 1967 entschied er sich aus Protest gegen die Große Koalition für einen vorübergehenden Austritt.  Ab 1967 gehörte er mit Walter Barthel, Martin Buchholz, Carl Guggomos, Rainer Hachfeld und Horst Tomayer zum Redaktionskollektiv des Berliner Extra-Dienstes. An der „Enteignet-Springer“-Kampagne der APO von 1968 war er als Redakteur des Berliner Extra-Dienstes beteiligt und entwarf das Logo. Er verbreitete Artikel von Springer-Journalisten aus der Zeit des Nationalsozialismus, die er in Ostberlin von Hans Joachim Kittelmann bekam, einem Mitglied des Verbands der Journalisten der DDR und Mitarbeiter des Ministeriums für Staatssicherheit. Ein Sonderheft des Extrablattes (Vorläufer des Berliner EXTRA-Dienstes)  über „Nazis bei Springer“ wurde von der DDR finanziert. Schwenger will schon damals Einflussversuche der Stasi bemerkt haben und – im Gegensatz zu Günter Wallraff, dessen Verleger er als Geschäftsführer der „Edition Voltaire“ von 1969 bis 1972 war – widerstanden haben. Einen Boykott der Axel Springer AG lehnte Hannes Schwenger, ebenfalls im Gegensatz zu Günter Wallraff, stets ab und schrieb später auch selbst Texte für Springer-Blätter. Das von ihm und anderen Intellektuellen 1976 begründete Schutzkomitee Freiheit und Sozialismus setzte sich als Erstes für die Freilassung von Jürgen Fuchs und dann auch für die Freilassung anderer politischer Gefangener in der DDR ein. Schwenger nahm Kontakt zu Angehörigen der Inhaftierten auf, betreute sie und verschaffte den sonst anonymen Einzelschicksalen in der Bundesrepublik eine Öffentlichkeit. Die gesammelten Erfahrungen brachte er 1996 bis 1998 als Mitarbeiter für den Forschungsverbund SED-Staat ein.
Eine große Klammer zu seinem wissenschaftlichen und kreativen Wirken bildete nicht zuletzt seine Gewerkschaftsarbeit, die intern auch die kritische Betrachtung des gewerkschaftlich organisierten Schriftstellerverbandes nicht scheute. So war Schwenger Mitinitiator der Gruppe „Literaturproduzenten“ und der Fachgruppe Buchhandel und Verlage in der Gewerkschaft Handel, Banken und Versicherungen. In der IG Medien war er von 1971 bis 1977 Vorsitzender des Verbandes deutscher Schriftsteller (VS), später dann im Vorstand des VS-Landesverbandes Berlin und bis 1995 Geschäftsführer des Bundesverbandes Bildender Künstlerinnen und Künstler.
Innerhalb der Neuen Gesellschaft für Literatur (NGL) initiierte Schwenger 1979 den Autoren- und Künstlerverlag „Edition Mariannenpresse“, den er auch ehrenamtlich bis zu dessen Ende 2008 bzw. 2009 (mit Erscheinen der letzten, von ihm selbst herausgegebenen Buchausgabe) führte.

## Werke

### Lyrik und Prosa
- In schwarzen Garnen. Gedichte. Fischer Verlag (Verlag der Zeitschrift die sonde), Bonn 1961.
- Untergang des Abendlandes durch Spinat. Gedichte und Prosa. Holzstiche von Klaus Büscher. Ed. Mariannenpresse, Berlin 1986.
- Mauerstückchen. Eine märchenhafte Geschichte. Grafik von Klaus Büscher. Ed. Mariannenpresse, Berlin 1996.
- Robert fliegt. Eine Gespenstergeschichte. Radierungen: Rainer Bonar. Ed. Mariannenpresse, Berlin 2002.

### Sachbücher
- Das Weltbild des katholischen Vulgärschrifttums. Sonderreihe aus Gestern und heute. Verl. Gestern u. heute, K. Hirsch, München 1965.
- Worte des Regierenden Klaus. Extra Dienst, Berlin 1968.
- berliner wort-führer. Neue Worte des Regierenden Klaus. Extra Dienst, Berlin 1969.
- Antisexuelle Propaganda. Sexualpolitik in der Kirche. (= rororo sexologie 8020). Rowohlt, Reinbek 1969.
  - Ins Italienische von Anna Giberti: La propaganda antisessuale. Bompiani, Mailand 1972.
- Literaturproduzenten!. Handbuch, zus. mit Frank Benseler und Hannelore May. Edition Voltaire, Berlin 1970.
- Für eine IG Kultur. Die Gewerkschaftsfrage, eine Bündnisfrage. Flugschrift, zus. mit Martin Walser. Edition Voltaire, Berlin 1971.
- Autorenausbildung an der Integrierten Gesamthochschule. Forschungsbericht, zus. mit Hartmut Frech. 1973.
- Das Ende der Unbescheidenheit. S. Fischer, Frankfurt am Main 1974
- Schriftsteller und Gewerkschaft. Ideologie, Überbau, Organisation. Sammlung Luchterhand, Neuwied 1974.
- Solidarität mit Rudolf Bahro. Briefe in die DDR. rororo aktuell, Reinbek 1978.
- Literaturproduktion. Zwischen Selbstverwirklichung und Vergesellschaftung. Sammlung Metzler, Stuttgart 1979.
- Im Jahr des Großen Bruders. Orwells deutsche Wirklichkeit. Serie Piper, München 1983.
- Ernst Reuter. Ein Zivilist im Kalten Krieg. Biografisches Porträt, Serie Piper, München 1987.
- Das Schutzkomitee Freiheit und Sozialismus. Nachwort von Jürgen Fuchs. Sonderheft der Zeitschrift europäische ideen, Berlin 1995.
- Die polnische Teilung des Verbandes Deutscher Schriftsteller. Schriftenreihe des Forschungsverbunds SED-Staat, Berlin 1999.
- Neue Beiträge zu Leonhard Frank. Zus. mit Peter Cersowsky, Hans Steidle. Leonhard Frank Gesellschaft, Würzburg 2003.

### Herausgeberschaften
- Berlin zum Beispiel. Lyrik Prosa und Grafik aus beiden Teilen Berlins. Staneck Verlag, Berlin 1964.
- Berlin im Widerstand. Staneck, Berlin 1965.
- Carl Friedrich Treber. Sächsische Kindheit. Ullstein Verlag, Frankfurt am Main 1980.
- Die Stunde Eins. Anthologie zur Nachkriegsliteratur. Gemeinsam mit Bernd Schmidt. dtv, München 1982.
- Leonhard Frank:  Von drei Millionen drei. Im Nachwort kommentierte Neuausgabe. Konkret-Literatur-Verlag, Hamburg 1982
- Menschen im Büro. Von Kafka bis Martin Walser. dtv, München 1984.
- Doppeldecker. Lyrik Prosa und Grafik aus ganz Berlin. T. Müller, Berlin 1990.